# Monitoraggio Attività
Monitoraggio Attività è un'utility sviluppata dalla Apple Inc. presente nel sistema operativo macOS. Essa serve per eseguire diverse azioni su un processo del sistema operativo e per controllare lo stato del computer in generale, in modo tale da poter identificare eventuali processi "impazziti" e bloccarli. Il programma permette anche di identificare quali processi utilizzano maggiormente le risorse del computer (ad esempio l'utilizzo della memoria RAM, della CPU o della batteria).
Ci sono diversi tempi di refresh dei dati, che variano da 0,5 a 5 secondi. È possibile inoltre ricercare un processo per nome, per tipologia, per utente, per gerarchia e per attività.
Inoltre si può impostare il programma affinché la sua icona nel Dock mostri le statistiche della CPU, della memoria, del disco rigido e della rete (network).
Monitoraggio Attività fu aggiornato in Mac OS X Panther, infatti, precedentemente l'applicazione si chiamava Visore Processi.

## Funzionalità
L'applicazione si divide in 5 sezioni:
- CPU, che mostra la percentuale d'utilizzo del processore, il numero di thread e il numero di processi;
- Memoria, che mostra l'utilizzo della memoria RAM e le vari percentuali nella cache e la memoria wired;
- Energia, che mostra l'impatto energetico che ogni processo ha sulla batteria;
- Disco, che mostra i byte letti e scritti da ogni processo;
- Network, che mostra i byte inviati e ricevuti da ogni processo.

L'applicazione permette inoltre di svolgere alcune funzioni, tra cui:
- Terminare un processo;
- Ottenere dettagli sui processi che girano sul computer;
- Guardare il numero identificatore (pid).

L'equivalente in Windows è il Task Manager.